# Olivia Shakespear
Olivia Shakespear, född Olivia Tucker, född 17 mars 1863, död 3 oktober 1938, var en brittisk romanförfattare, dramatiker och mecenat. Hon skrev sex böcker som beskrivs som "äktenskapsproblem-romaner". Hennes verk sålde dåligt, ibland bara ett par hundra exemplar. Hennes sista roman, Nurse Harry, anses vara hennes bästa. Hon skrev två pjäser i samarbete med Florence Farr.